# Verliebte Jungs (Lied)
Verliebte Jungs ist ein Popsong von Purple Schulz. Er wurde 1985 als zweite Single aus dem gleichnamigen Album veröffentlicht.

## Entstehung und Veröffentlichung
Verliebte Jungs ist ein Popsong, der mit zahlreichen Bläsereinsätzen instrumentiert ist. Er wurde von Purple Schulz, Josef Piek und Dieter Hoff geschrieben und von Tato Gomez produziert. Im Songtext werden etwas überspitzt Dinge aufgezählt, die verliebte Jungs tun, um Frauen, „die sich das gern gefallen lassen“, zu beeindrucken oder für sich zu gewinnen. Einige Dinge gehen dabei auch schief, so laufen sie „vor Laternen, doch sie stehen wieder auf“. In die Bridge des Songs wurde ein Medley vieler Liebeslieder beziehungsweise von Songs mit Texten, die „Love“ beinhalten, integriert. Dazu zählen:
- The Beatles – All You Need Is Love/She Loves You/All My Loving
- Robert Knight – Everlasting Love
- Purple Schulz – Nur mit dir
- Howard Jones – What Is Love?
- The Supremes (Phil Collins) – You Can’t Hurry Love
- John Paul Young – Love Is in the Air
- Public Image Limited – This Is Not a Love Song
- The Supremes – Stop! In the Name of Love
- Percy Sledge – When a Man Loves a Woman
- The Rubettes – Sugar Baby Love

Im Sommer 1985 erschien die Single bei EMI. Die B-Seite enthält den Titel Schöne Zeit. Es erschien auch eine 12"-Maxi mit einer 5:52 Minuten dauernden Version, die Bisüberbeideohrenverliebte Maxi-Version, auf der B-Seite ist hier ebenfalls Schöne Zeit. Verliebte Jungs erschien ebenfalls auf dem gleichnamigen Album sowie auf diversen Kompilationen.
Mit Verliebte Jungs konnte Purple Schulz einige Male im deutschen Fernsehen auftreten, so in der ZDF-Hitparade. Dort trat die Band am 21. August 1985 als Neuvorstellung auf, ohne sich für die folgende Ausgabe platzieren zu können. Auch im Schweizer Fernsehen trat Purple Schulz mit dem Titel auf. In der ZDF-Show 50 Jahre ZDF-Hitparade am 27. April 2019 sang Purple Schulz eine neue Version des Songs.

## Rezeption
In Deutschland erreichte die Single erstmals am 15. Juli 1985 die Singlecharts. Am 9. September 1985 erreichte sie mit Platz 15 ihre höchste Position, insgesamt war das Stück 15 Wochen bis zum 21. Oktober 1985 platziert. In den deutschen Airplaycharts erreichte der Titel Platz eins und hielt sich elf Wochen lang in den Top 10.
| ChartsChartplatzierungen | Höchstplatzierung | Wochen |
| ------------------------ | ----------------- | ------ |
| Deutschland (GfK)        | 15 (15 Wo.)       | 15     |

## Coverversionen
Gecovert wurde der Titel unter anderem von der Band Verliebte Jungs.